# 兵庫県道528号寺坂福住線
兵庫県道528号寺坂福住線（ひょうごけんどう528ごう てらさかふくすみせん）は、兵庫県豊岡市を通る一般県道である。

## 概要
豊岡市出石町寺坂から豊岡市出石町福住に至る。

### 路線データ
- 起点：豊岡市出石町寺坂[1]（国道426号交点）
- 終点：豊岡市出石町福住[1]（ほたる橋交差点交差点、国道426号・国道482号上、兵庫県道10号朝来出石線交点）
- 総延長：3.7 km[1]

## 路線状況

### 重複区間
- 国道426号・国道482号（豊岡市出石町鍜冶屋 - 豊岡市出石町福住・ほたる橋交差点交差点（終点））

## 地理

### 通過する自治体
- 豊岡市

### 交差する道路
| 交差する道路                                                         | 交差する場所 | 交差する場所                |
| -------------------------------------------------------------------- | ------------ | --------------------------- |
| 国道426号 国道482号 重複 京都府道・兵庫県道2号宮津養父線 重複        | 出石町寺坂   | 起点                        |
| 国道426号 重複区間起点 国道482号 重複区間起点                        | 出石町鍜冶屋 |                             |
| 国道426号 重複区間起点 国道482号 重複区間終点 兵庫県道10号朝来出石線 | 出石町福住   | ほたる橋交差点交差点 / 終点 |

### 沿線
- 出石川
- 豊岡市立福住小学校